# Biserica de lemn din Bulzeștii de Sus

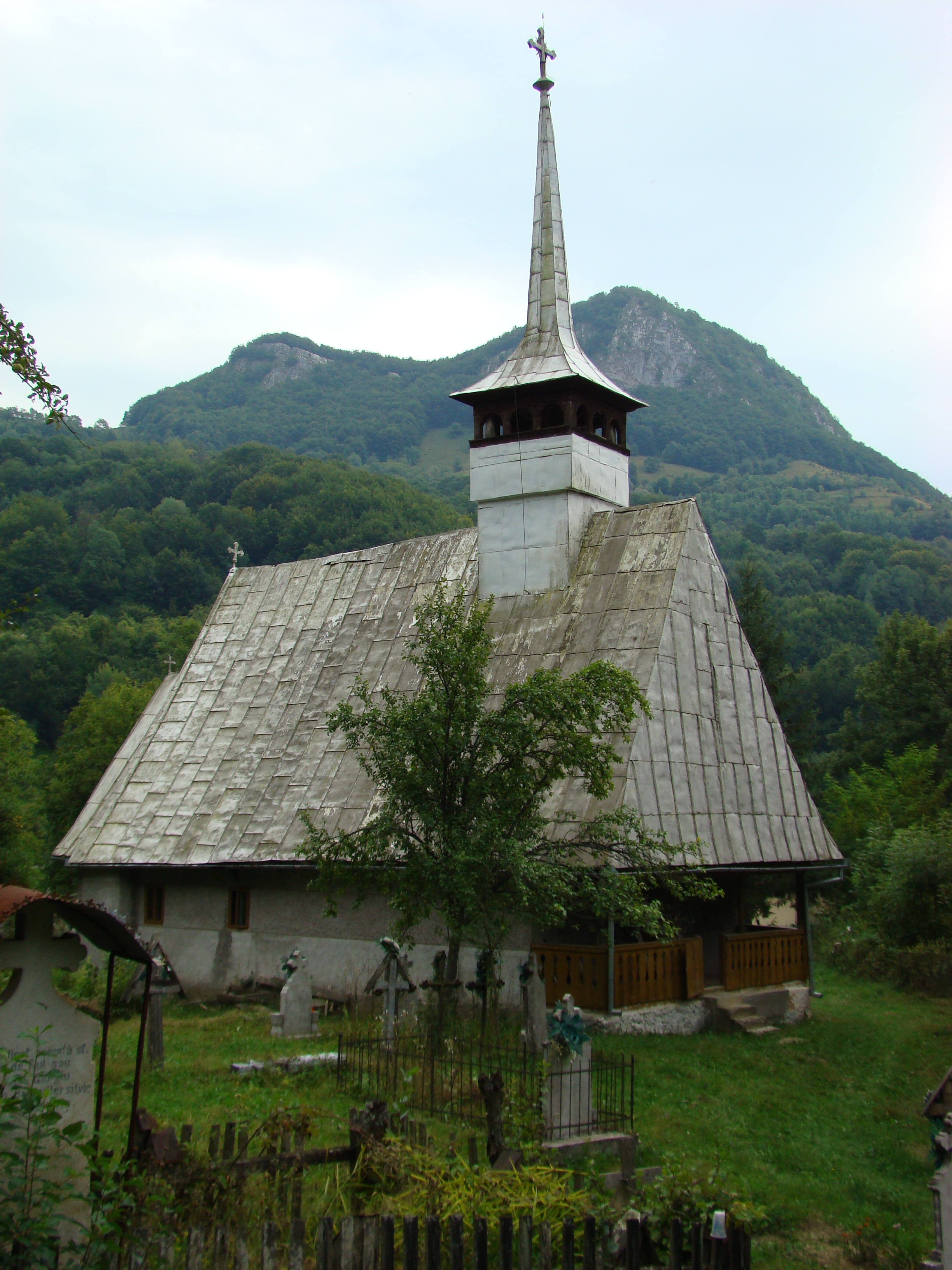
Biserica de lemn „Sfântul Ioan Gură de Aur” din Bulzeştii de Sus, comuna Bulzeştii de Sus, județul Hunedoara, foto: august 2009.

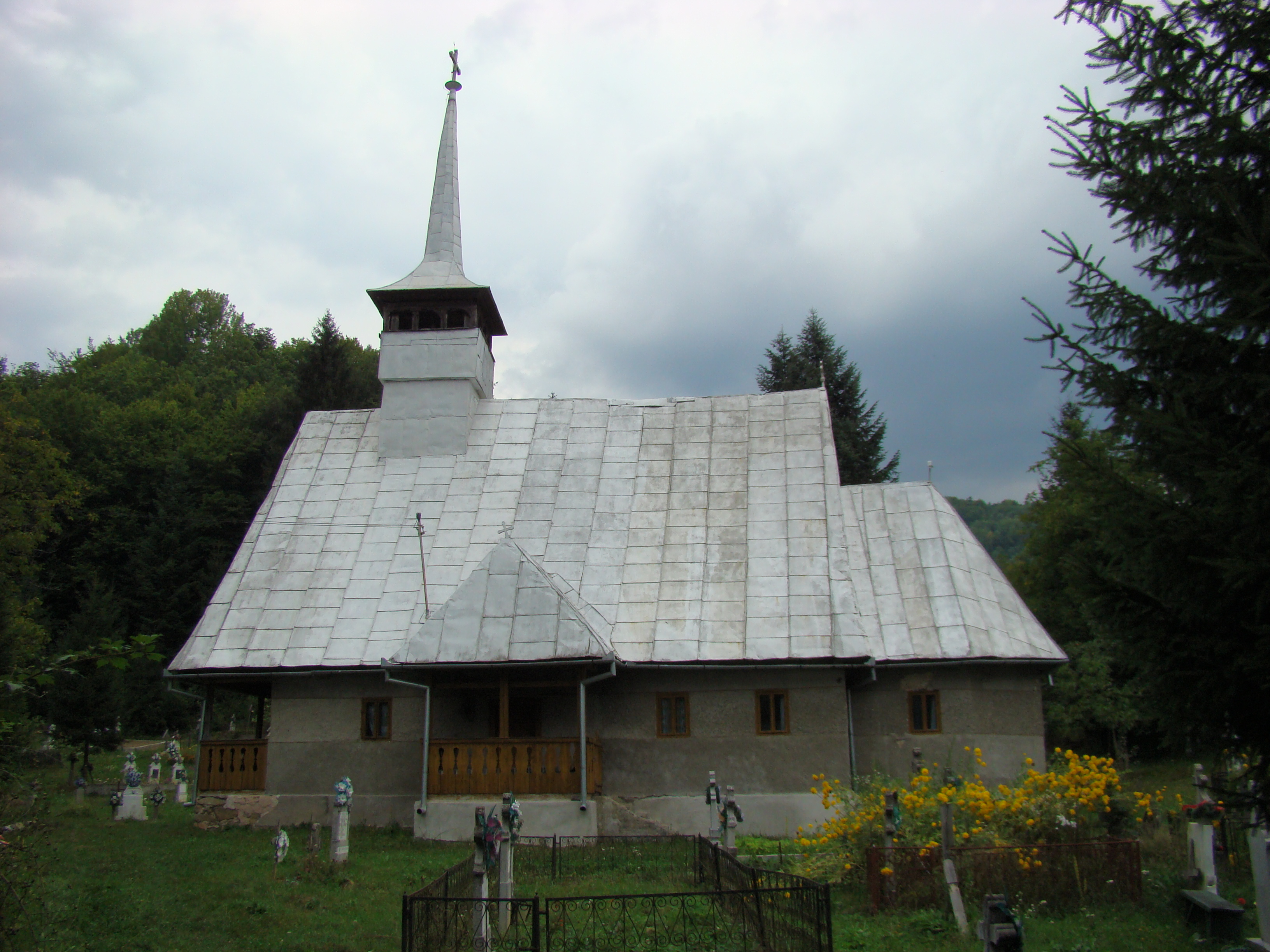
Biserica (sud)

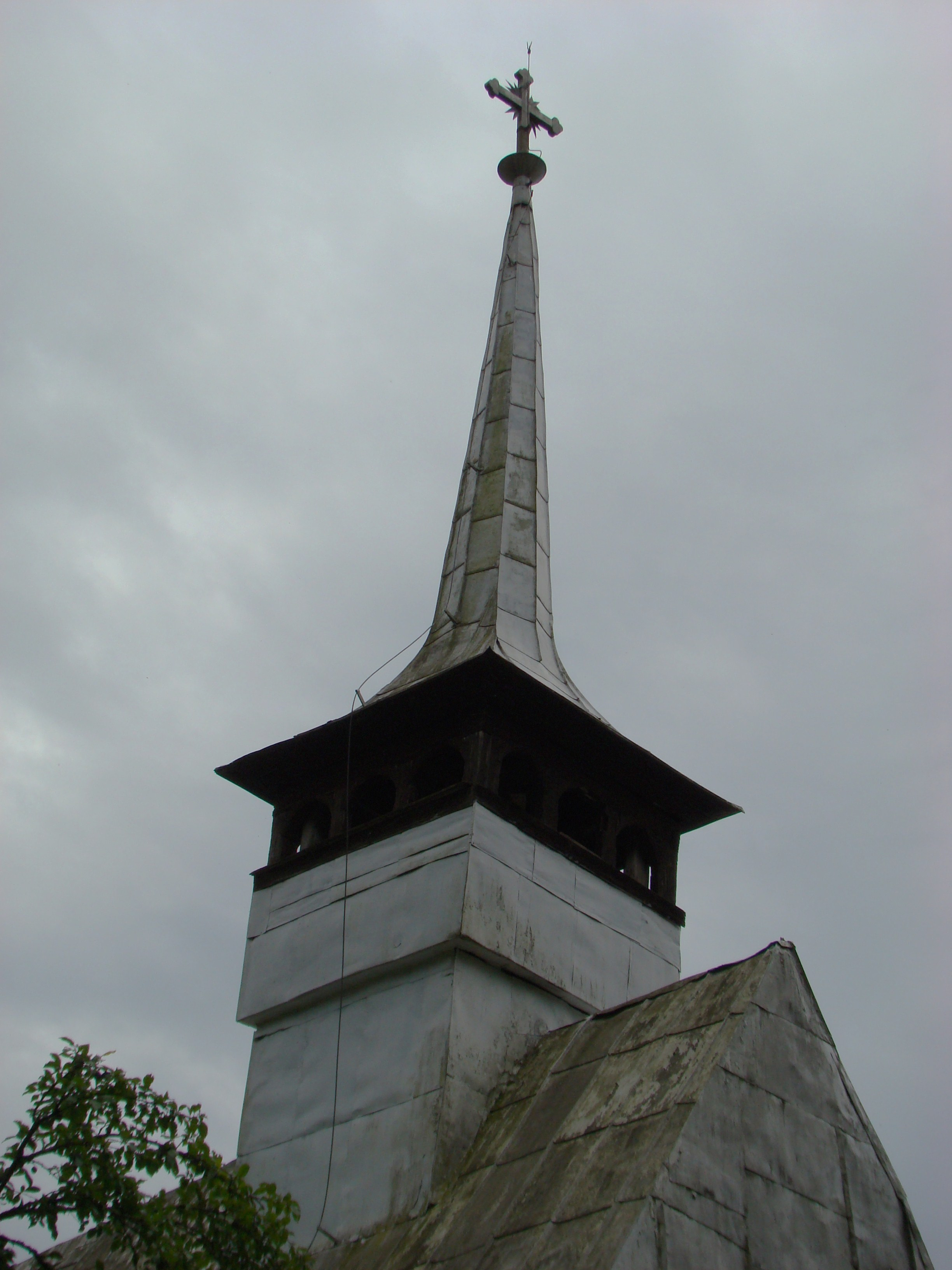
Turnul-clopotniță

Biserica de lemn din Bulzeștii de Sus, comuna Bulzeștii de Sus, județul Hunedoara a fost ridicată în secolul XIX (1853). Are hramul „Sfântul Ioan Gură de Aur” și figurează pe noua listă a monumentelor istorice, cod LMI HD-II-m-B-03274.

## Istoric și trăsături
Biserica de lemn „Sfântul Ioan Gură de Aur” din centrul comunal Bulzeștii de Sus, înscrisă pe lista monumentelor istorice românești, este rezultatul a trei șantiere constructive distincte. Astfel, un prim edificiu, de dimensiuni medii, pare să fi fost ridicat în a doua jumătate a secolului al XVIII-lea, pe locul unei ctitorii medievale din bârne, consemnată de catagrafiile din 1733 și 1750; un document din anul 1750 ne transmite că meșterul Dănilă Giurș era acuzat că nu și-a îndeplinit promisiunea de-a ridica în Bulzeștii de Sus și în Bulzeștii de Jos câte-o biserică, scop în care comunitățile sătești donaseră terenurile cuvenite. Acesta ar fi, așadar, lăcașul de cult menționat pe harta iosefină a Transilvaniei (1769-1773) și în conscrpitia din 1805; comisia de recenzare Buccow din 1761-1762 îl omite, socotindu-l, probabil, în construcție. Edificiul nu figurează, din acelasi motiv, nici in tabelele recensământului ecleziastic din 1829-1831 (este menționat, în dreptul satului „Bulzesty” un singur lăcaș de cult, anume cel din Bulzeștii de Jos), fiind supus, în anul 1830, unei ample renovări cu caracter de rectitorire. Avariat în timpul Revoluției de la 1848-1849, lăcașul a fost refăcut în 1853; alte reparații s-au desfășurat în anii 1925, 1934, 1959, 1967-1968 și 1992-1995. Prin urmare, din edificiul inițial au rămas, probabil, doar câteva bârne.
Este un edificiu de plan dreptunghiular, cu absida pentagonală decroșată, prevăzut cu un turn-clopotniță scund, cu foisor deschis și fleșă înaltă, rezemat pe coama acoperisului de tablă. În dreptul celor două intrări, de sud și de vest, au fost adosate pridvoare deschișe, spațioase. În 1967, suprafața interioară și exterioară a bârnelor a fost tencuită, mascându-se astfel eventualele fragmente murale păstrate, datorate, cu probabilitate, zugravului Simion Silaghi din Abrud, autorul mai multor icoane pe lemn.

## Imagini din exterior

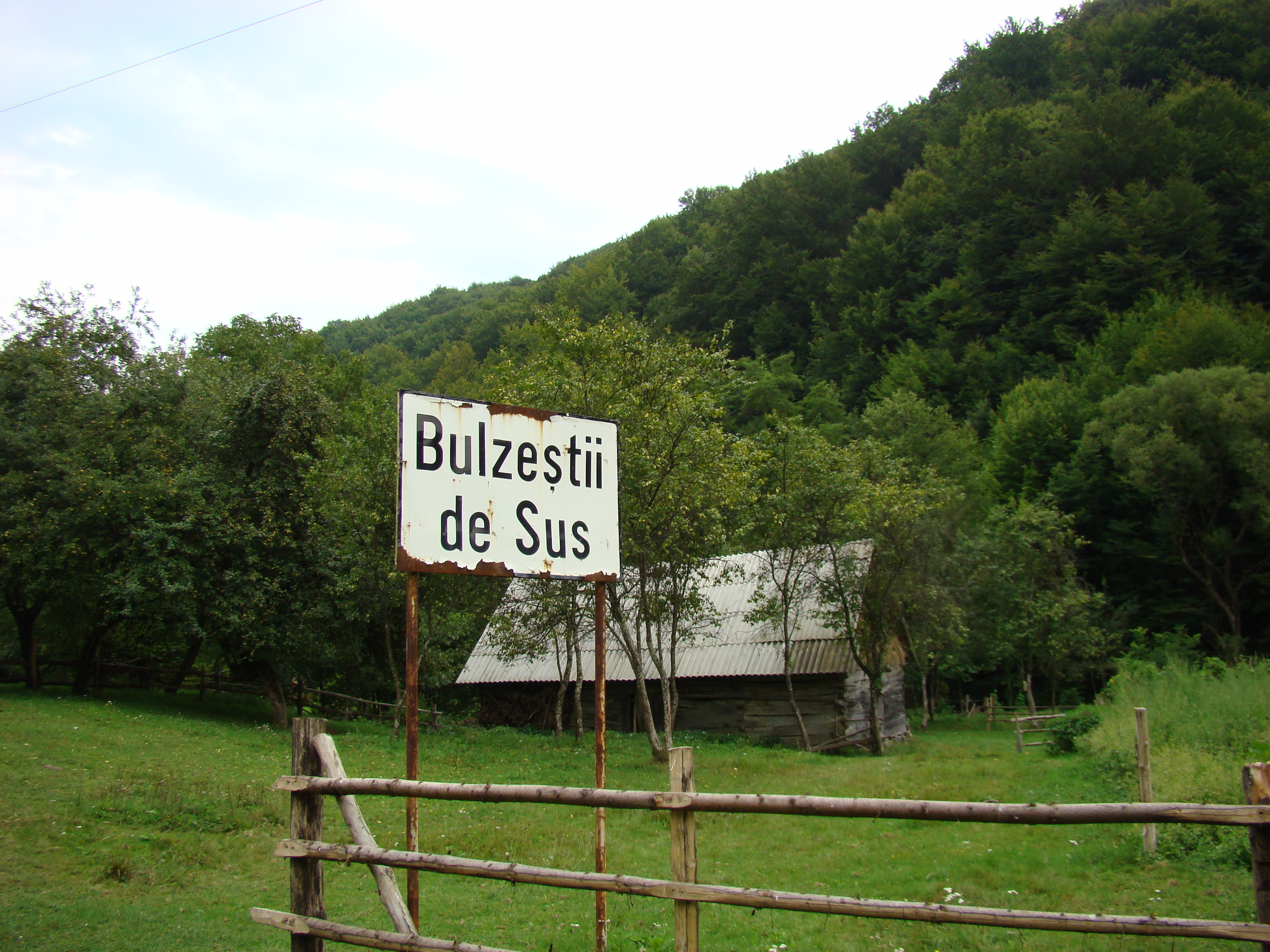
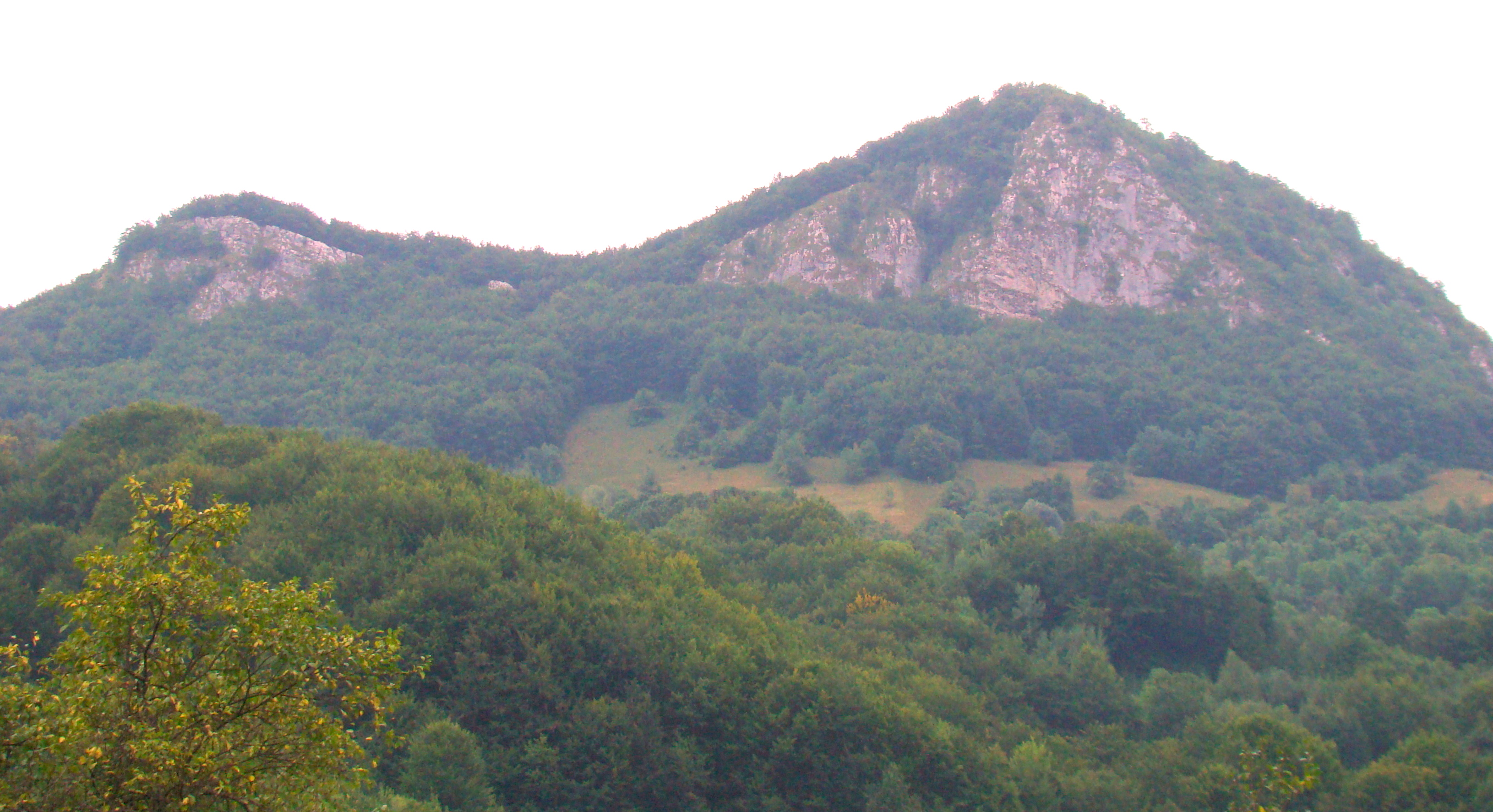
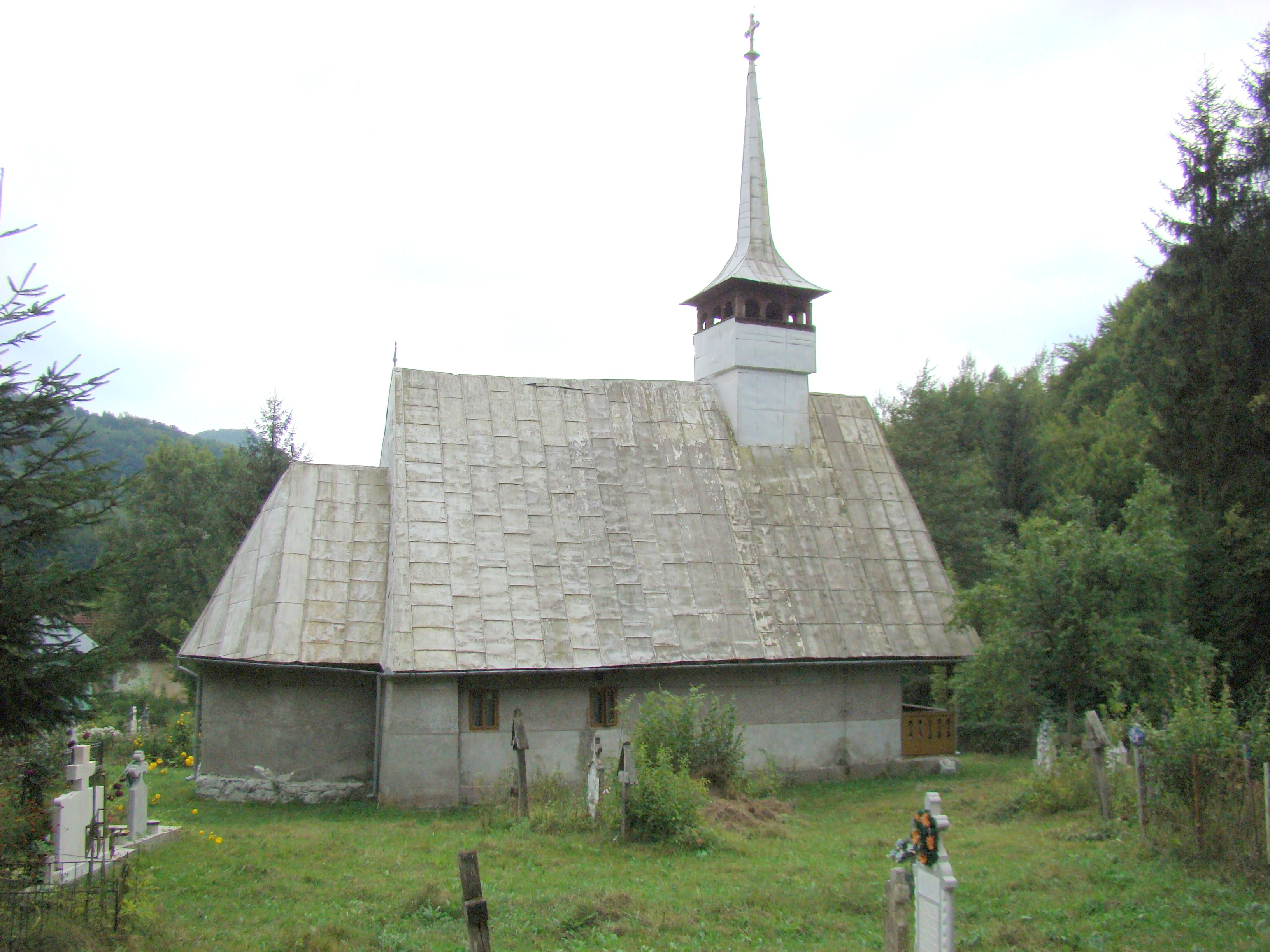
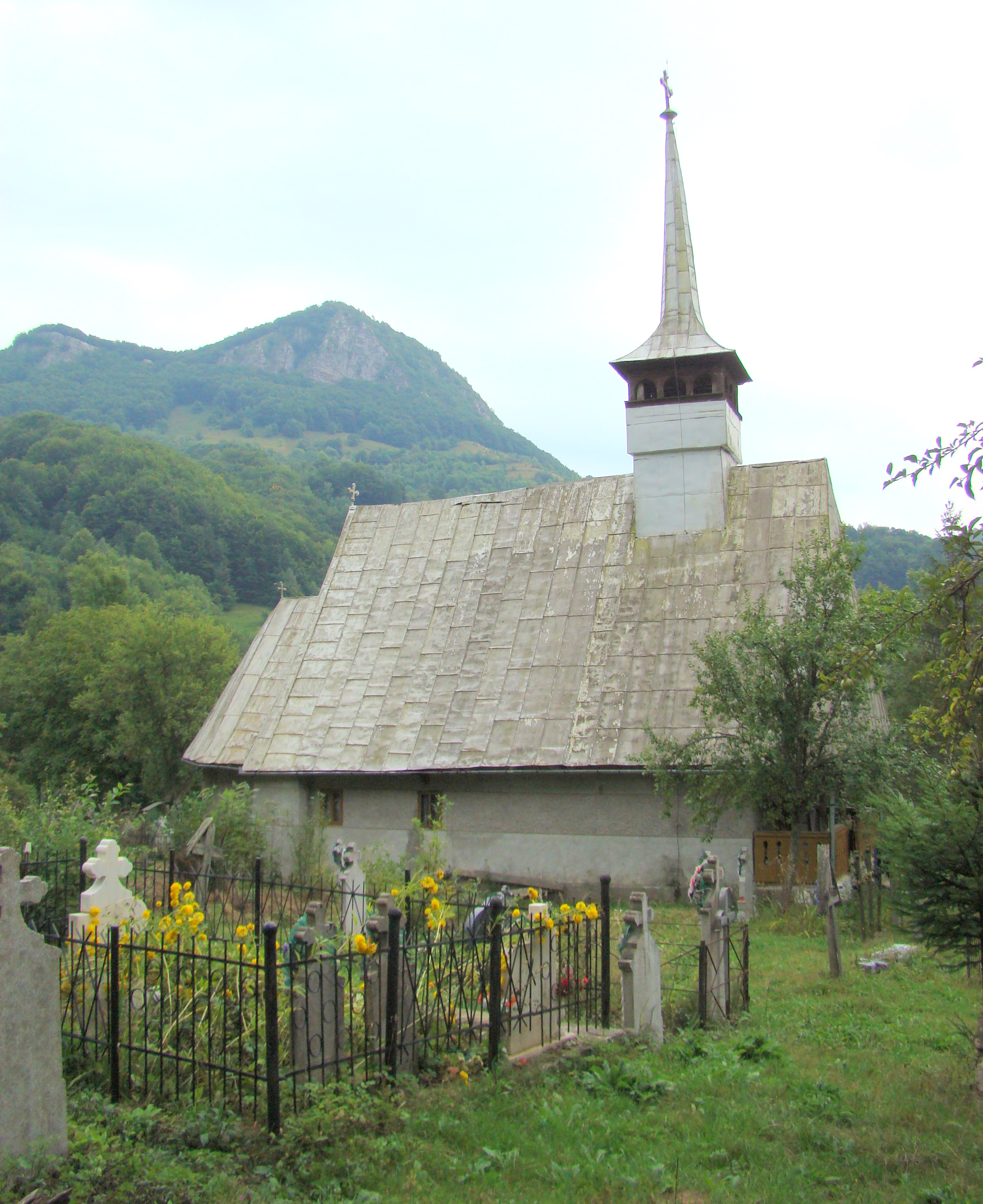
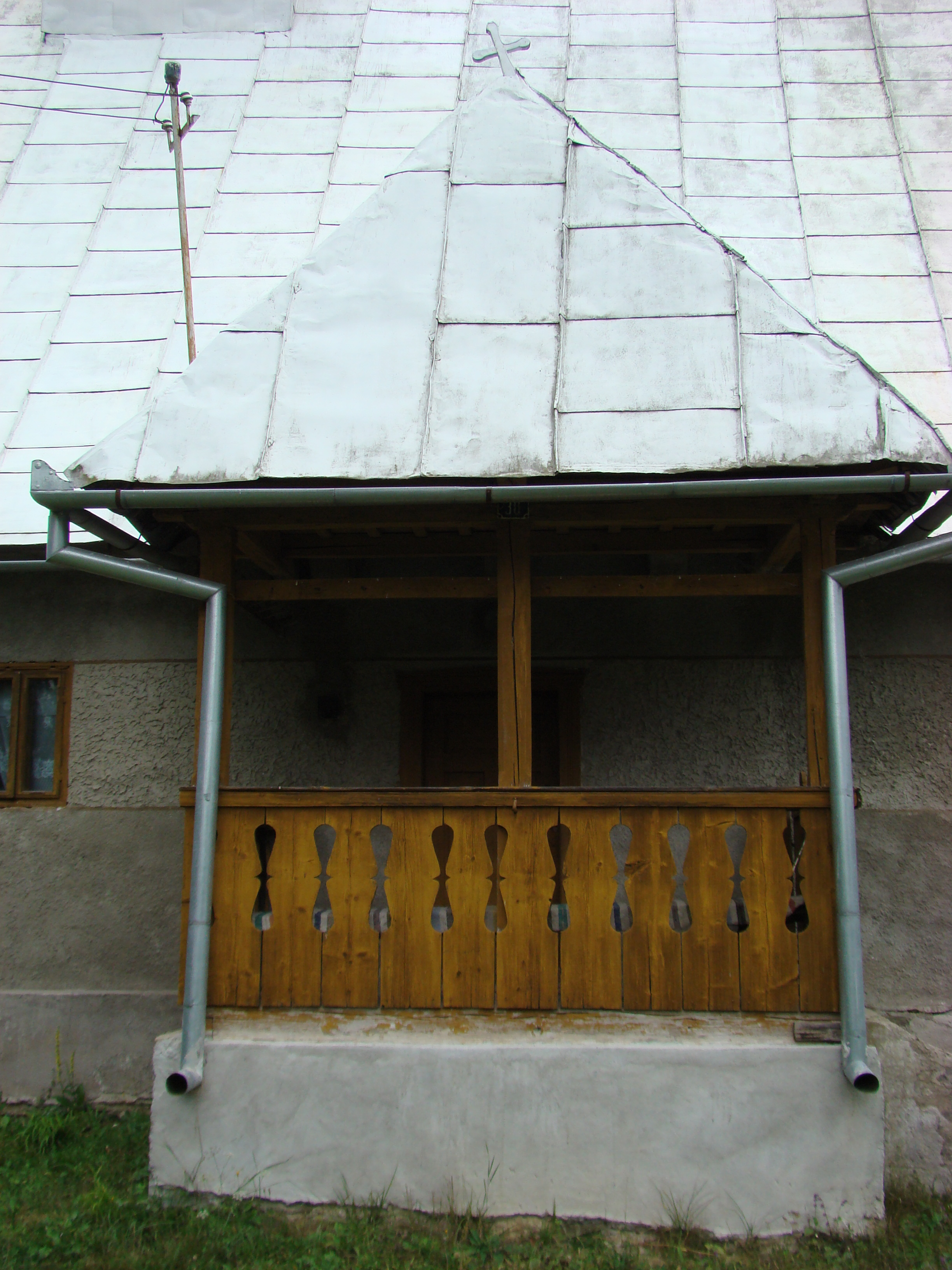
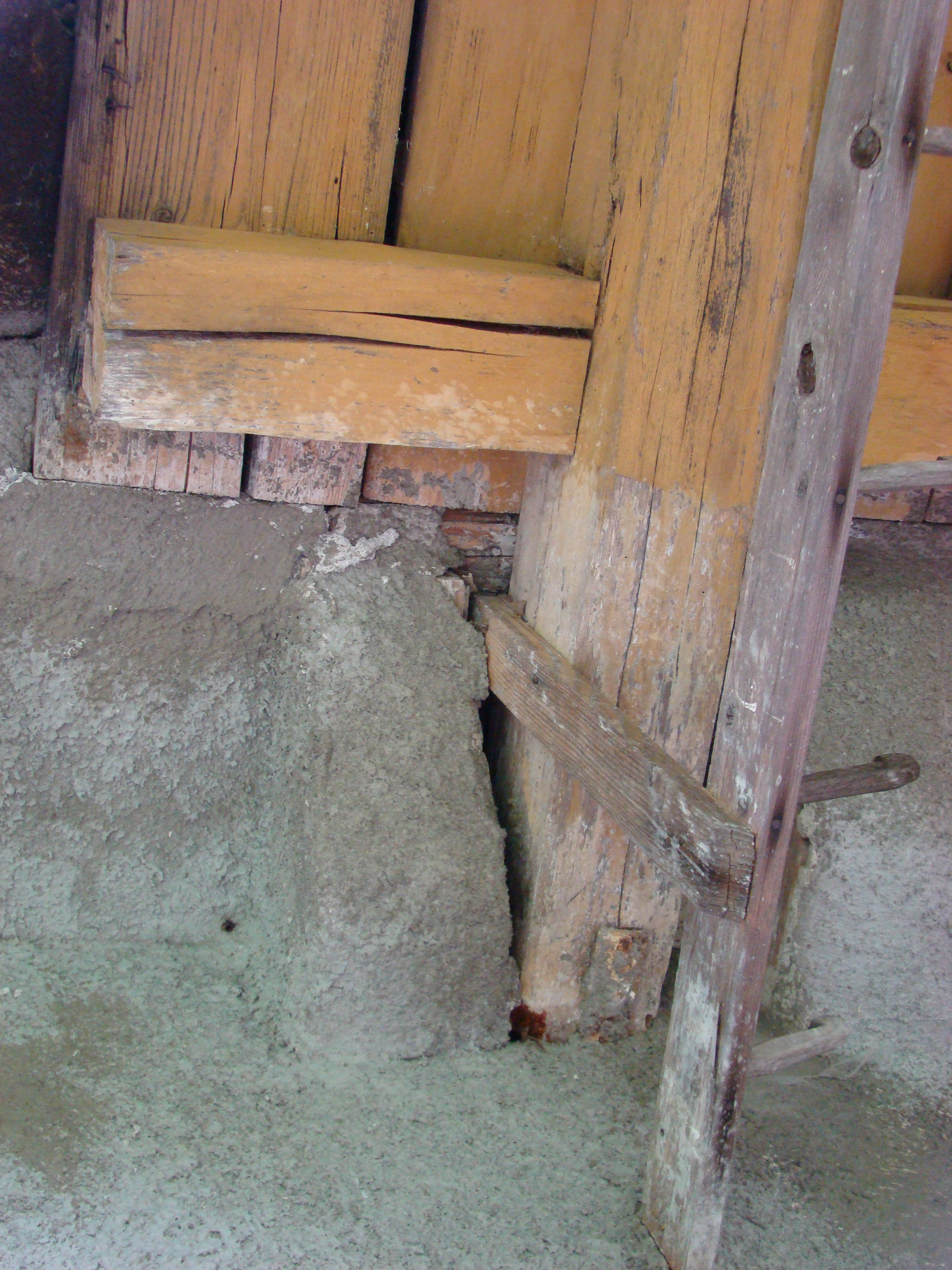
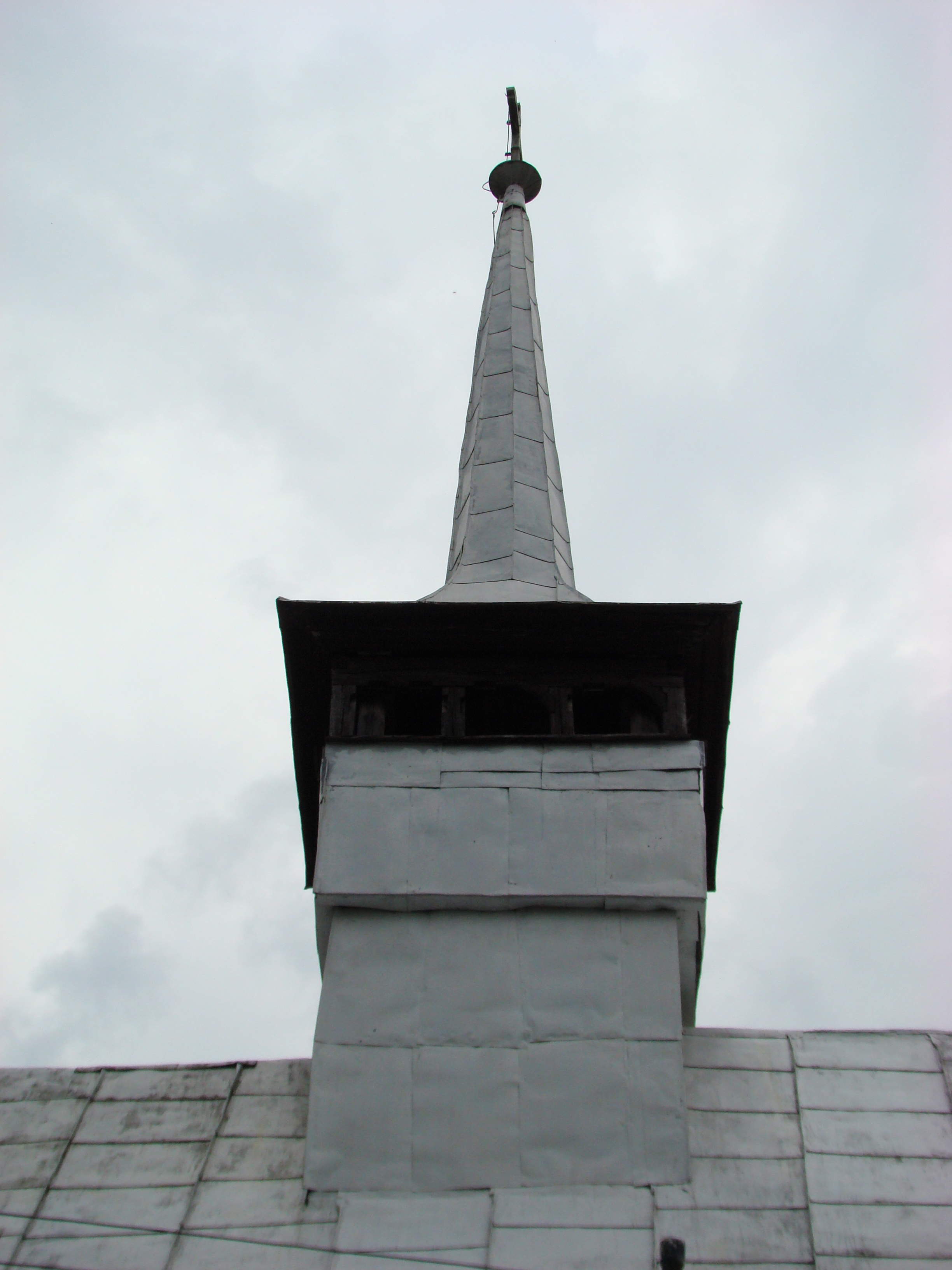
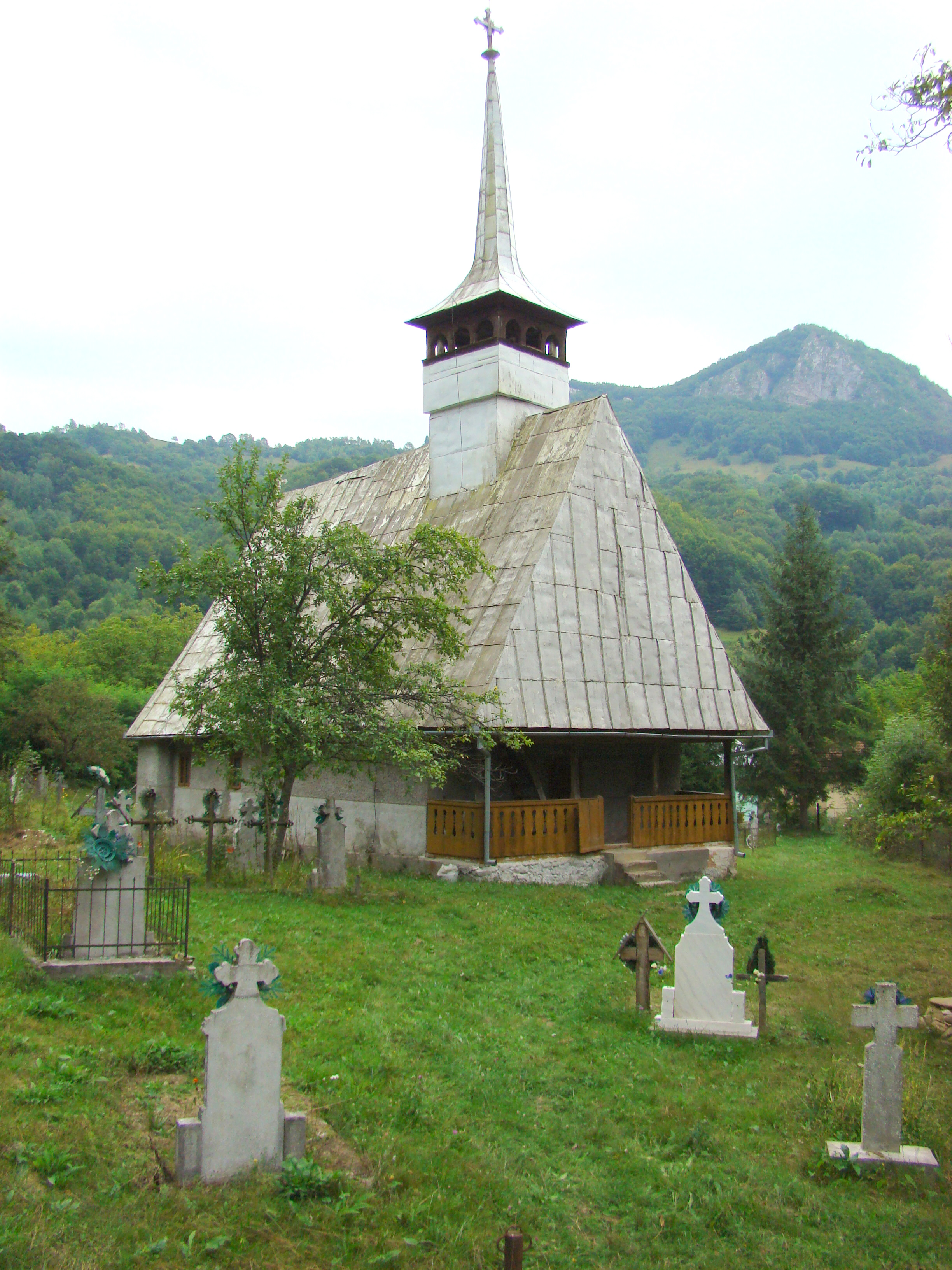
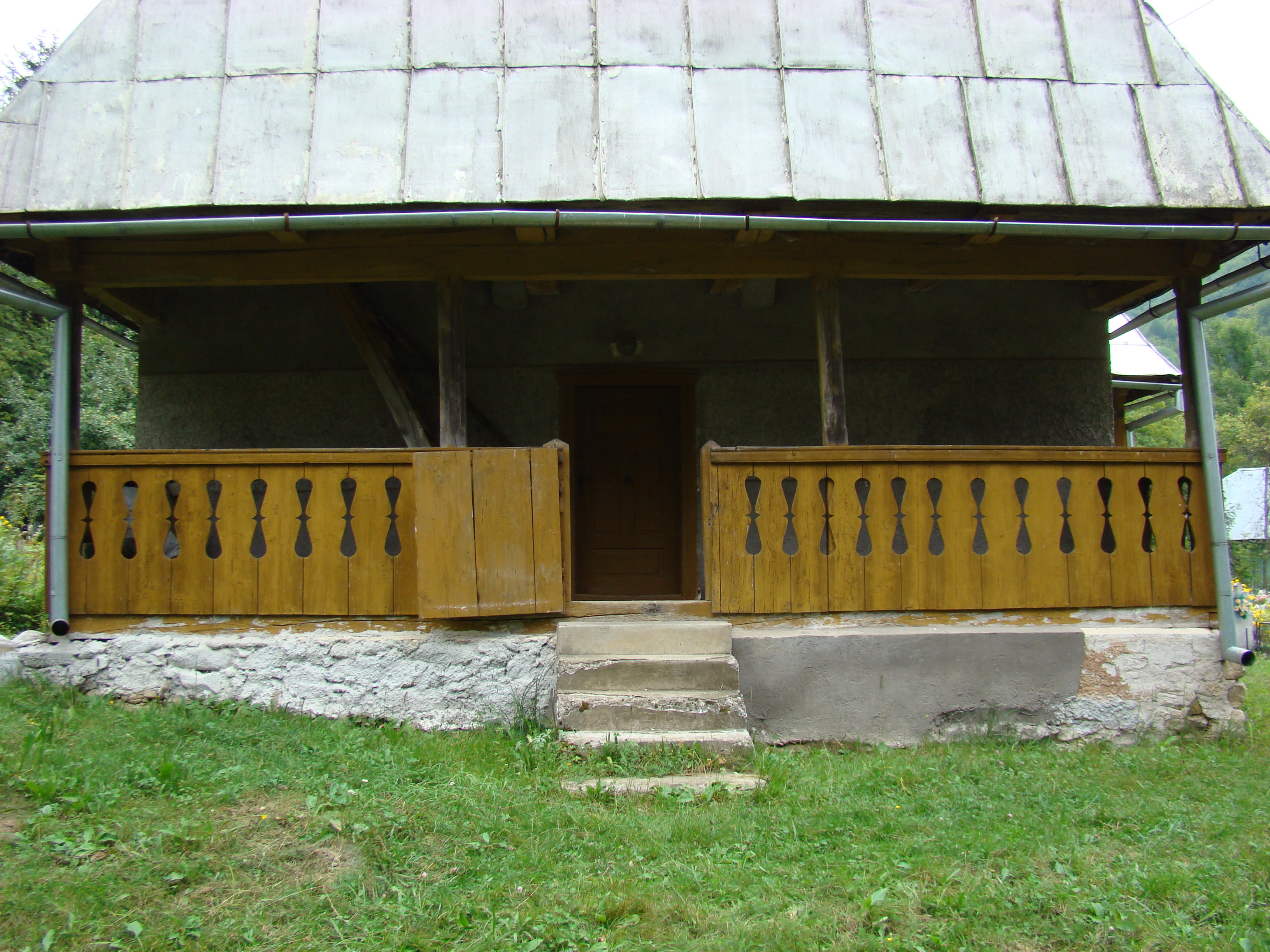
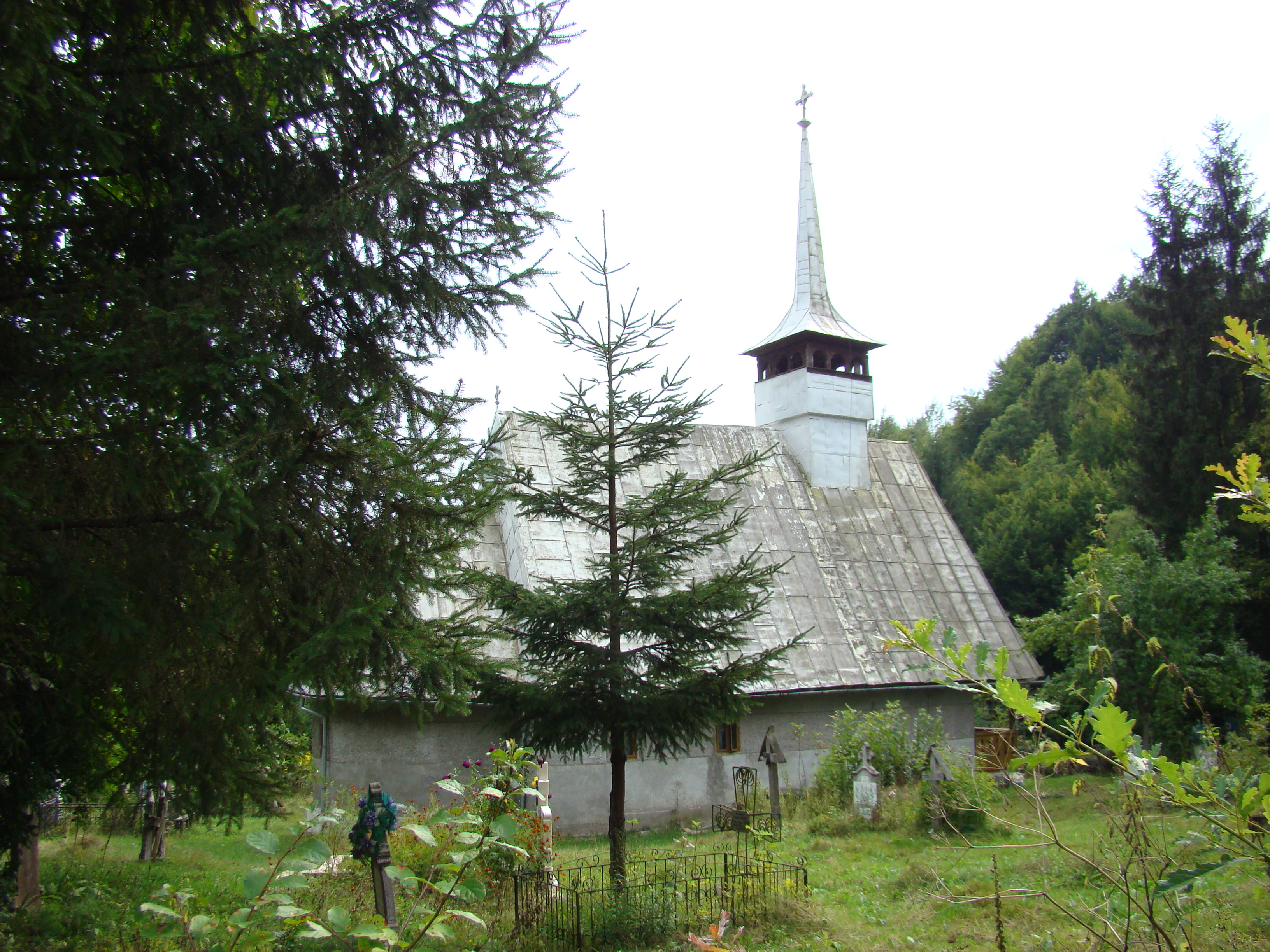
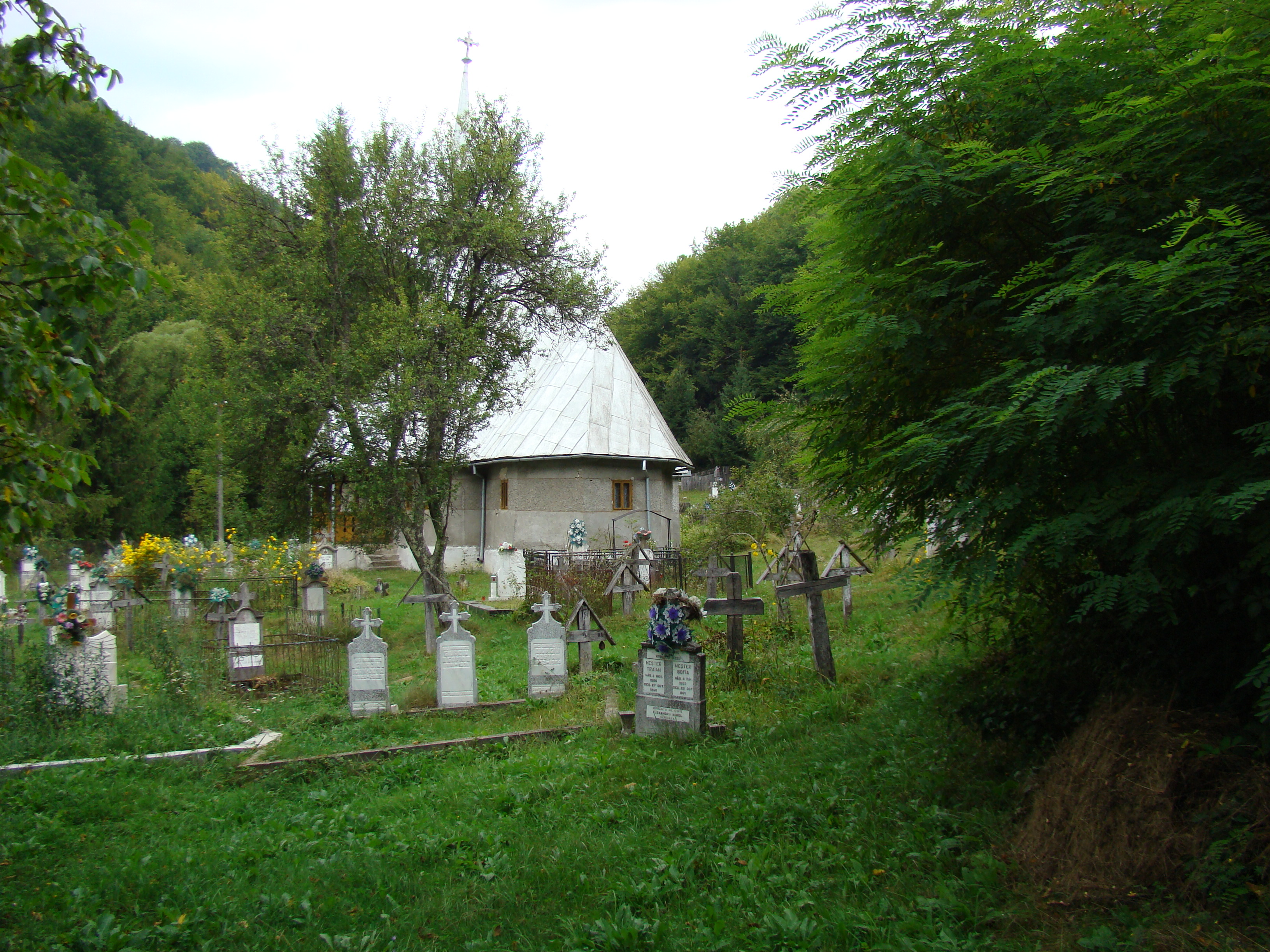
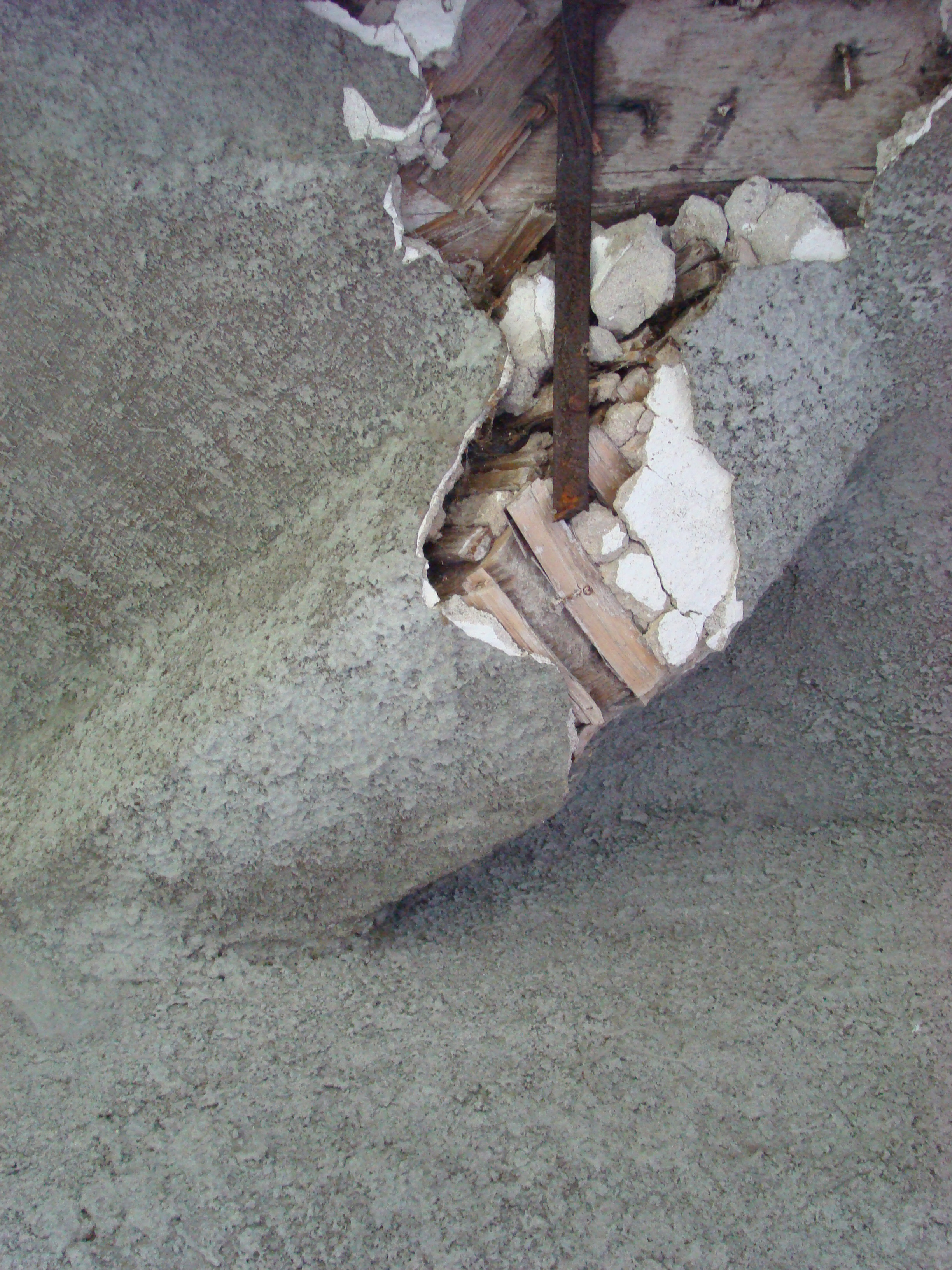
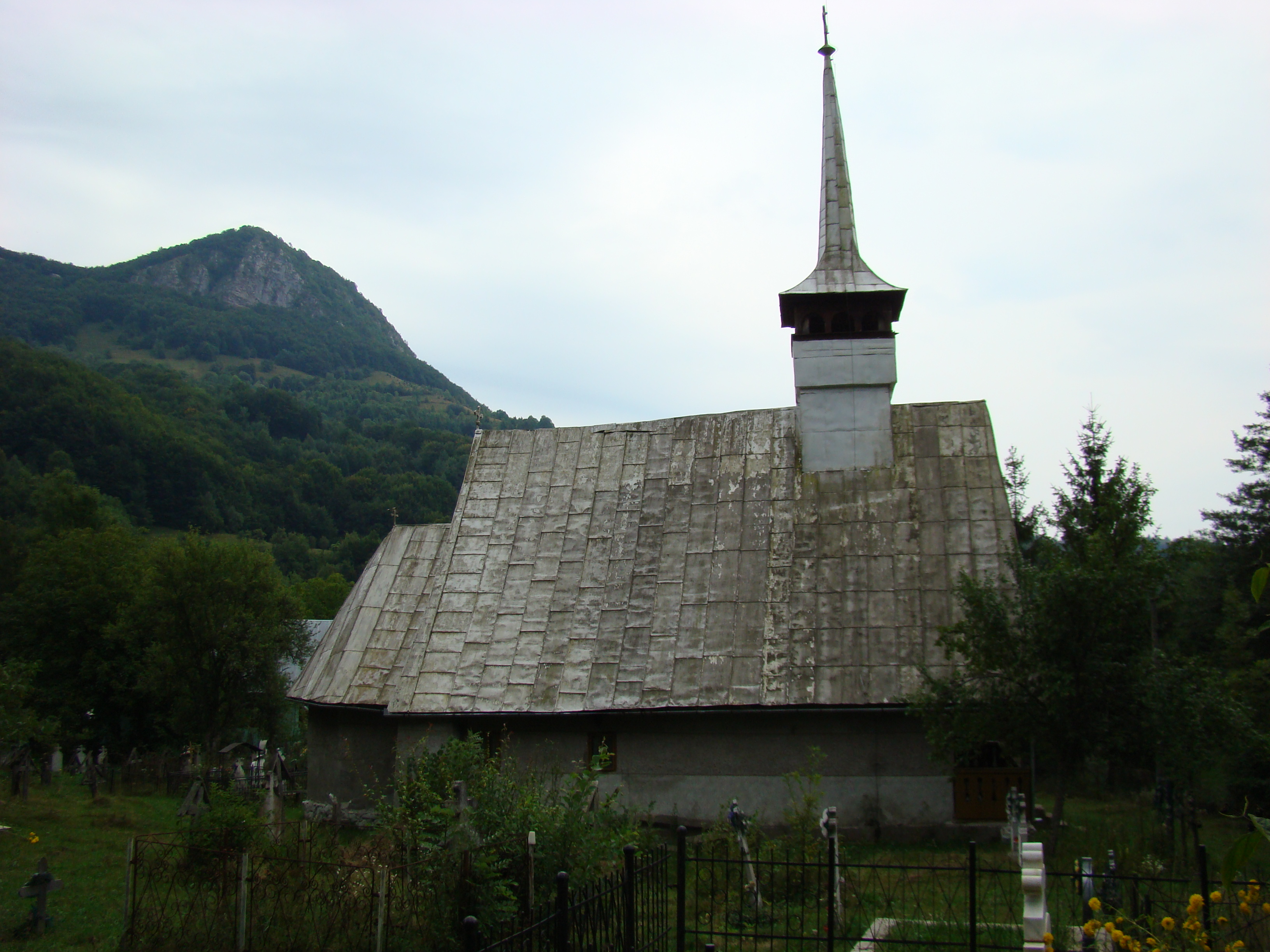
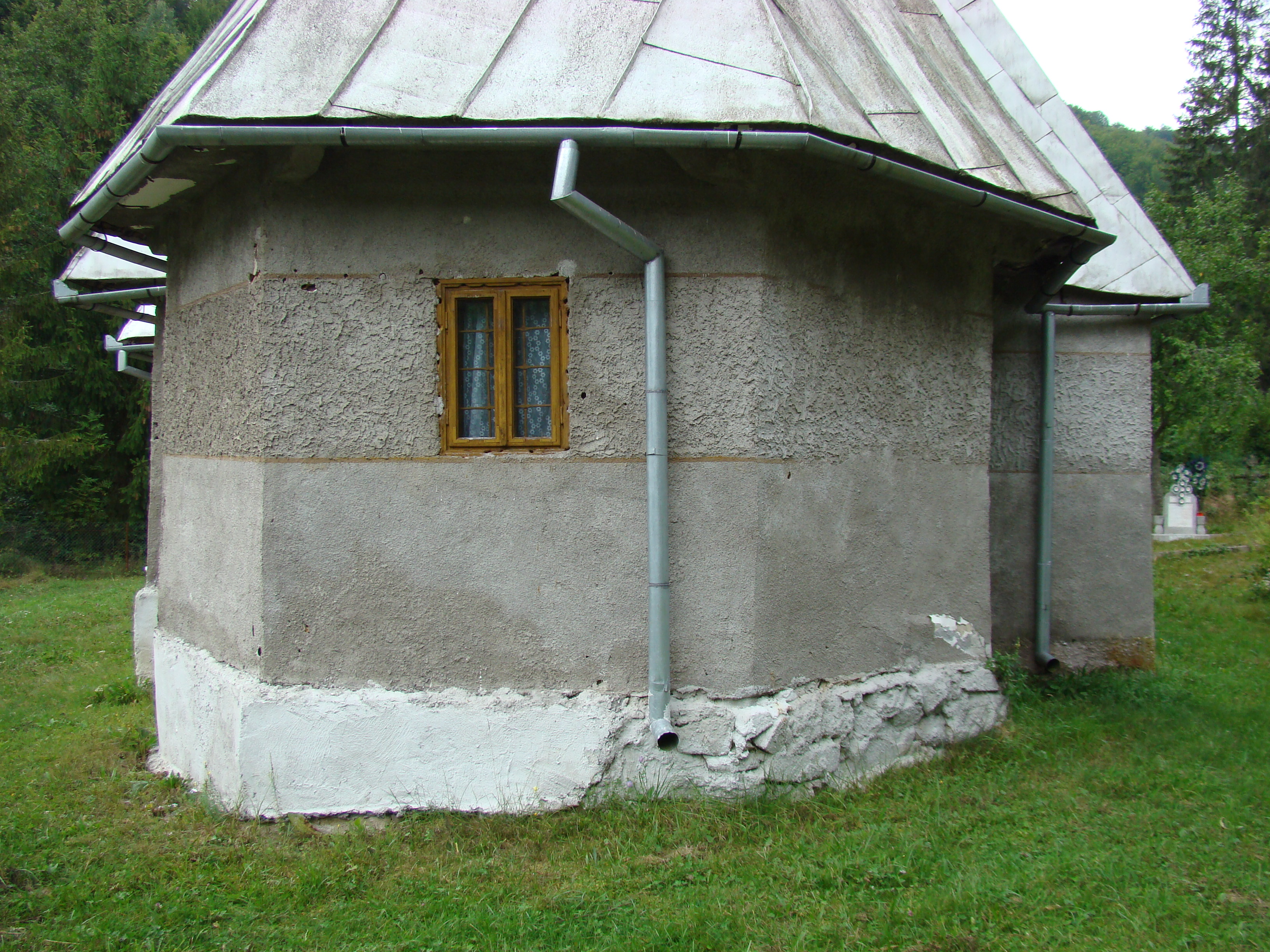
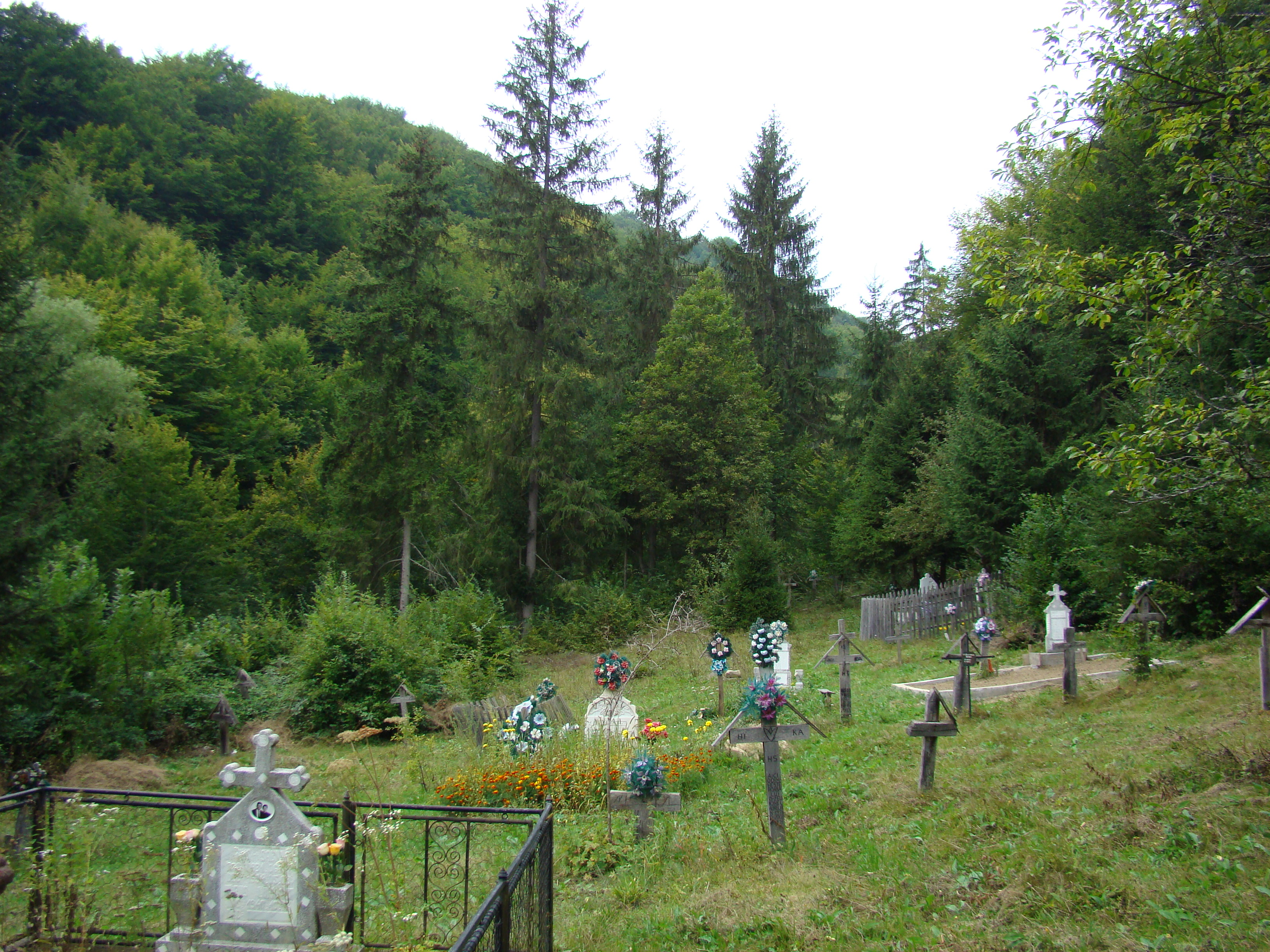